# Быховский, Григорий Борисович
Григо́рий Бори́сович Быхо́вский (13 [25] февраля 1861, Новгород-Северский Черниговская губерния — 22 октября 1936, Киев) — русский и советский хирург-онколог, профессор. Один из основателей (1927), член правления, а затем и председатель Медицинского совета киевского общества «Медпомощь», товарищ председателя Киевского хирургического общества (с 1930).

## Биография
Окончил медицинский факультет Киевского университета (1889). Работал ассистентом в хирургической клинике Ф. К. Борнгаупта. 
Принимал активное участие в организации Киевской бесплатной лечебницы; до 1898 года был её руководителем. Потомственный почётный гражданин.
В 1920—1921 гг. — хирург, зав. хирургическим отделением Центральной рабочей лечебницы Киева. Был среди основателей Киевского института усовершенствования врачей, где в 1922—1931 годах возглавлял хирургическую клинику, а в 1932—1936 — кафедру онкологии. Организовал при Киевском рентгенологическом институте онкологический диспансер (1932; с 1934 — онкологическая клиника).

## Научные публикации
- «К вопросу о пределах лапаратомии». — Харьков, 1927;
- «К вопросу о значении психического момента в хирургии» // Вестник хирургии и пограничных областей. — 1928. — Т. 13. — Кн. 37-38;
- «Задачи обезболивания» // ВД. 1929. № 2;
- «Злокачественные новообразования». — Харьков; Киев, 1934;
- «Ранняя диагностика рака желудка» // ВД. 1936. № 4;
- «Злокачественные новообразования. Рак толстых кишок. Рак прямой кишки». — Киев, 1937.